# 野宮一範
野宮一範（2月6日—），身高176cm。是日本男性聲優，出生於岡山縣。隸屬事務所為CARROT HOUSE。

## 人物介紹
- 興趣是製作模型以及無憂無慮地散步。[1]
- 在遊戲公司Idea Factory的作品中有許多演出。

## 參與作品

### 電視動畫
2010年
- 薄櫻鬼 碧血錄（松前兵、薩摩兵）

2012年
- 緋色的碎片（狗谷遼）
- 薄櫻鬼 黎明錄（佐佐木愛次郎）
- 緋色的碎片 第二章（狗谷遼）

2013年
- BROTHERS CONFLICT（佐佐倉和馬）
- 現視研 第二代（男子〈矢島的同級同學〉）

2015年
- 洲崎西 THE ANIMATION（車掌）

2016年
- 學園帥哥（鏡蓮兒）

### OVA
2015年
- 學園帥哥 The Animation（鏡蓮兒）[2]

### 遊戲
- 阿格雷斯特戰記ZERO（公爵）
- 櫻蘭高校男公關部（PS2）
- 小羊誘捕計畫（菱崎郁都）
- 薄櫻鬼 黎明錄（佐佐木愛次郎）[3]
- 緋色的碎片系列（狗谷遼）[4]
  - [DS]绯色的碎片 DS
  - [PSP]绯色的碎片 携带版
  - [PS2]绯色的碎片 爱藏版
  - [PS2]绯色的碎片 ～在那天空下～
  - [PS2]翡翠之雫 绯色的碎片2
  - [PS2]真·翡翠之雫 绯色的碎片2
  - [PSP]真·翡翠之雫 绯色的碎片2 携带版
  - [PS2]苍黑之楔 绯色的碎片3
  - [PSP]苍黑之楔 绯色的碎片3 携带版
  - [PS2]苍黑之楔 绯色的碎片3
  - [PSP]苍黑之楔 绯色的碎片3 迎向明天 携带版
- 天津御空！雲之盡頭（根津満広）

### 廣播劇
- 緋色的碎片（狗谷遼）

## 註解
1. 1 2  .   [2013-03-04]. （原始内容存档于2013-03-04）.CARROT HOUSE事務所公開簡介。（日語）
2. ↑  . 「學園帥哥 The Animation」官方網站.   [2015-10-10]. （原始内容存档于2015-10-15） （日语）.
3. ↑   （页面存档备份，存于）薄櫻鬼黎明錄DS登場人物（日語）
4. ↑   （页面存档备份，存于）『蒼黒の楔 緋色の欠片3 明日への扉』販售情報（日語）

## 外部連結
- 野宮一範 (nomiya0000)的X（前Twitter）
- 事務所公開簡介（日語）